# Vimeo Livestream
Vimeo Livestream, conhecido originalmente como Mogulus e depois Livestream, é uma plataforma de streaming de vídeo que permite a seus usuários assistir e transmitir vídeos utilizando uma câmera e um computador através da internet. Além do suporte gratuito, oferece assinaturas premium livre de propagandas.
É responsável também pelo serviço Twitcam que, vinculado ao Twitter, permite que usuários do microblog transmitam vídeos diretamente de sua conta, sem necessidade de cadastro no Livestream. Foi adquirido pelo Vimeo, LLC em setembro de 2017.